# Maienfelder Alpen

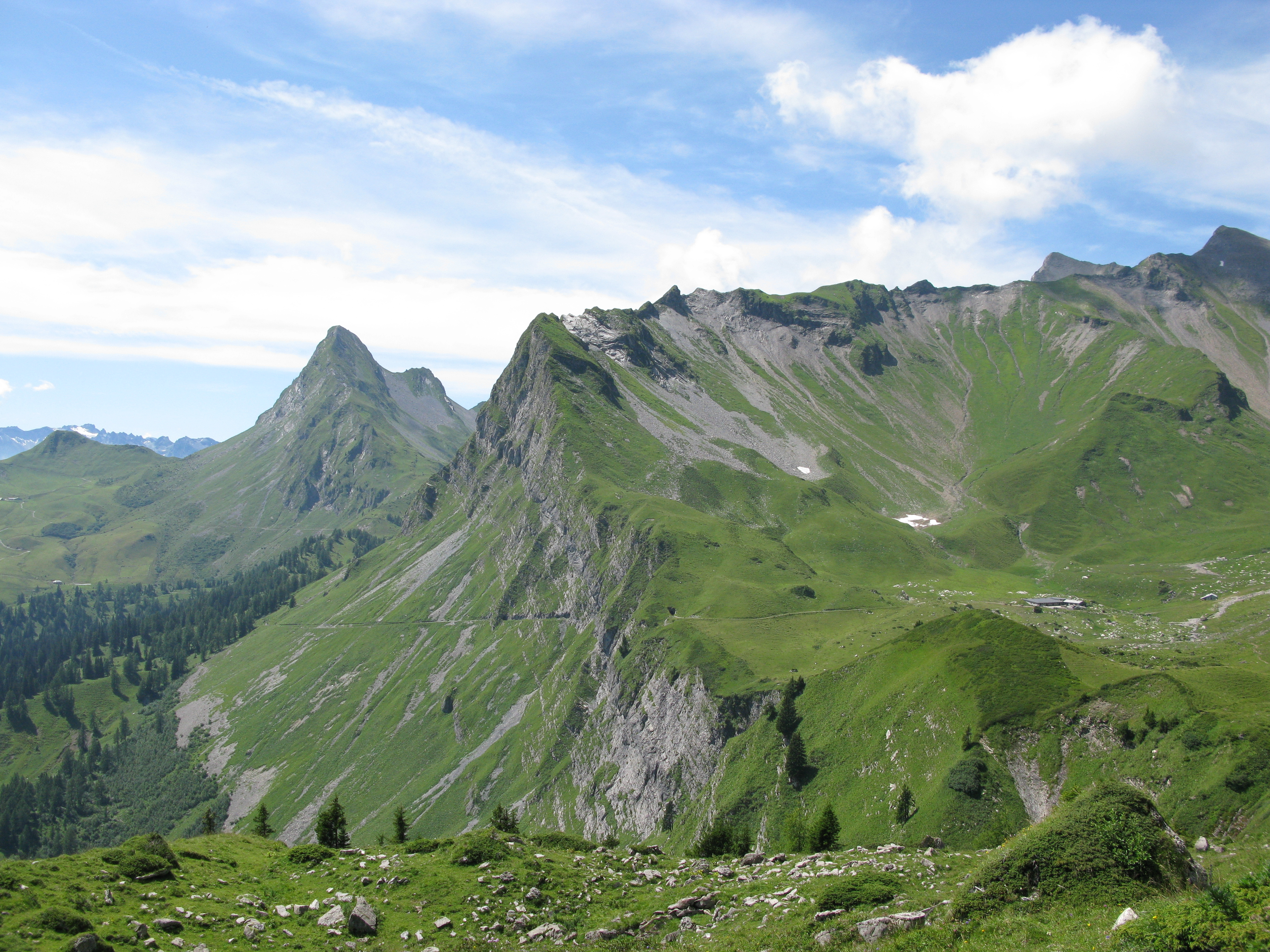
Alp Ijes, links hinten das Glegghorn

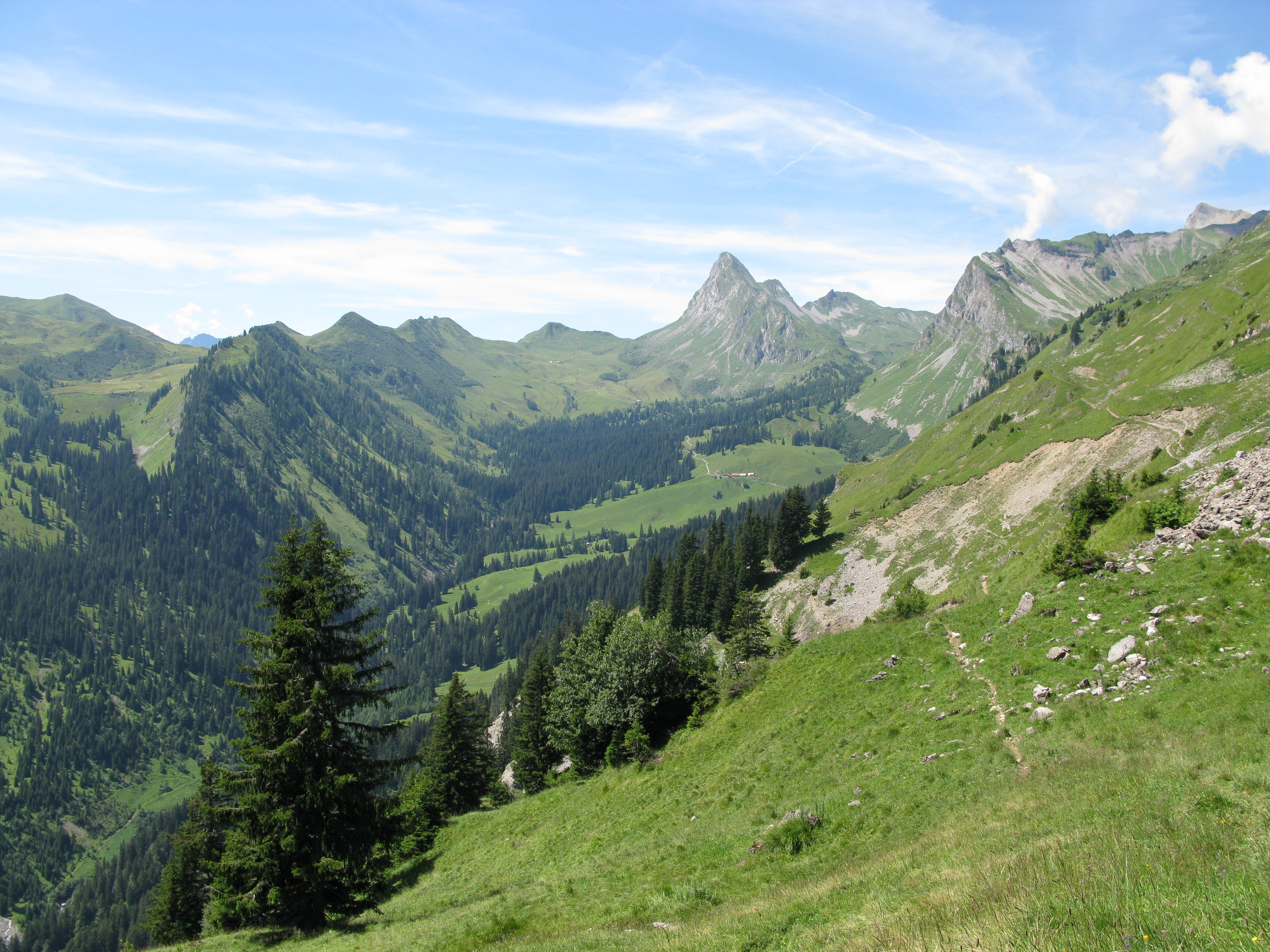
Alp Stürfis

Die Maienfelder Alpen sind die Alpen der politischen Gemeinde Maienfeld im Schweizer Kanton Graubünden.

## Nutzung
Die Taxen für die Nutzung der Alpen durch die Viehbesitzer werden von der Bürgergemeinde festgelegt. Die Weiden liegen alle hinter dem westlichsten Grat des Rätikons und werden über den Canibach in die Landquart im Prättigau entwässert. Alpgebäude stehen auf den Alpen Bad (1954 m ü. M.), Egg (1664 m ü. M.), Stürfis (1577 m ü. M.) und Ijes (1934 m ü. M.). Die Alp Stürfis, grösste milchverarbeitende Schweizer Alp, war ursprünglich eine dauerhafte Walsersiedlung, wurde aber 1633 in eine Alp umgewandelt, die Bewohner zogen ins Tal. Ruinen der Kapelle zeugen heute noch von der ehemaligen Dauerbesiedlung.
Jedes Jahr im Frühling wird das Vieh der Viehbesitzer der Stadt Maienfeld, die die Nutzungstaxen bezahlen, im Alpaufzug auf die Alpen getrieben und im Herbst in der Alpabfahrt wieder ins Tal gebracht. Um die Infrastruktur auszulasten und die Wirtschaftlichkeit zu erhöhen, wird gegen Bezahlung auch Vieh von Viehhaltern aus dem Mittelland in 'Pension' genommen.
Benachbarte Alpen sind die Fläscher Alp Sarina der Gemeinde Fläsch und die Jeninser Alpen der Gemeinde Jenins. Ebenfalls zu den Maienfelder Alpen zählt die zwischen Stausee Isel und Grünsee, am Weg nach Medergen gelegene Furggaalp in Arosa. Dieser Umstand führte über die Jahrhunderte zur Namensgebung der Maienfelder Furgga, dem dortigen Übergang von Arosa nach Davos.